# Thereva caucasica
Thereva caucasica är en tvåvingeart som beskrevs av Krober 1913. Thereva caucasica ingår i släktet Thereva och familjen stilettflugor. Inga underarter finns listade i Catalogue of Life.